# Liza Marklund
Eva Elizabeth "Liza" Marklund (Pålmark, 9 de septiembre de 1962) es una periodista y escritora sueca. Sus novelas, muchas de ellas protagonizadas por la periodista Annika Bengtzon, se han publicado en 30 idiomas. Es copropietaria de una editorial, columnista del tabloide Expressen y embajadora de Unicef.

## Vida
Nació en Pålmark, cerca de Piteå, Norbotnia, en 1962.
Actualmente reside en Marbella, España, con su marido Mikael.

## Carrera literaria
Desde su debut en 1995, Liza Marklund ha escrito ocho novelas policíacas, dos novelas de no ficción con Maria Eriksson y un libro sobre liderazgo femenino con Lotta Snickare. Las novelas policíacas de Marklund protagonizada por la reportera del crimen Annika Bengtzon se volvieron superventas internacionales. En 1998, Marklund obtuvo el premio "Poloni" (Polonipriset) 1998 por "Mejor novela policíaca sueca de una escritora" y el "Premio Debutante" por "Mejor Primera Novela del Año" por la novela Sprängaren, publicada en 1998. En 2003 fue seleccionada como la decimoquinta mujer más popular de Suecia, y al año siguiente como la cuarta más popular, de acuerdo a una encuesta realizada a mil participantes en una cadena de supermercados sueca.
Sus libros han sido número 1 en las listas de superventas en los cinco países nórdicos.

### La serie de Maria Eriksson
Gömda (en español, Oculta) es el debut literario de Liza Marklund, publicada en 1995, y es asimismo la primera novela de la serie de Maria Eriksson. Está basada en una historia verdadera de una mujer que sufre abusos por parte de su novio y se ve obligada a ocultarse. Cuando la periodista sueca Monica Antonsson publicó un libro en 2008 cuestionando la veracidad de los libros se desató una controversia y las librerías suecas reclasificaron todas las ediciones de "No ficción" a "Ficción".
En 2004, Marklund publicó una continuación de esta novela, Asyl - den sanna fortsättningen på Gömda, en la cual la mujer abusada debe abandonar el país y buscar asilo en los Estados Unidos.

### La serie de Annika Bengtzon
Al momento, esta serie cuenta con ocho libros. Se centra en la agitada vida de Annika como reportera de sucesos policiales en un bullicioso tabloide llamado Kvällspressen en Estocolmo. El principal conflicto en la vida de Annika es cómo combinar su vida familiar con sus ambiciones profesionales.
Comenzando con Sprängaren (Dinamita), en que Annika ya es una hábil profesional, la historia retrocede en el tiempo varios años, hasta el inicio de su carrera y el encuentro con quien será su futuro esposo, Thomas. En el quinto episodio, Den Röda Vargen, la historia regresa al presente. Los siguientes libros son una trilogía, con personajes y temas recurrentes, así como tramas que se vinculan entre sí.
Con la serie de Annika Bengtzon Liza Marklund presenta un personaje principal femenino en un género en que tradicionalmente los protagonistas son hombres.

#### Adaptación al cine
En Suecia se filmaron dos películas basadas en novelas de la serie de Annika Bengtzon, con la actriz Helena Bergström en el rol principal y dirigidas por el director británico asentado en Suecia Colin Nutley. La primera de ellas, Sprängaren (El atentado) se estrenó en el 2001, mientras que Paradiset lo hizo en 2003.
En 2009, la compañía cinematográfica Yellow Bird, fundada por el novelista Henning Mankell, compró los derechos para adaptar otras seis novelas de la serie. En estas nuevas películas, Annika es interpretada por la actriz Malin Crépin. Las seis películas fueron producidas para DVD y todas ellas estrenadas en el año 2012.

## Embajadora UNICEF
En 2004 Liza Marklund fue nombrada embajadora del Fondo de las Naciones Unidas para la Infancia (UNICEF, por sus siglas en inglés) debido a su interés en asuntos relacionados con los derechos humanos. Esto la lleva a viajar con regularidad para cubrir cuestiones relacionadas por la esclavitud infantil y las enfermedades de menores en los países subdesarrollados.

## Obras

### Novelas
Serie Maria Eriksson:
1. Gömda: en sann historia (1995), con Maria Eriksson
2. Asyl: den sanna fortsättningen på Gömda (2004), con Maria Eriksson

Serie Annika Bengtzon, por orden cronológico:
1. Studio sex (1999)
2. Paraíso (Paradiset) (2000)
3. Prime Time (2001)
4. Dinamita (Sprängaren) (1998)
5. Den röda vargen (2003)
6. Nobels testamente (2006)
7. Livstid (2007)
8. En plats i solen (2008)
9. Du gamla, du fria (2011)
10. Lyckliga gatan (2013)
11. Järnblod (2015)

Stenträsktrilogin:
1. Polcirkeln (2021)

Independientes:
- The Postcard Killers (2010), con James Patterson
- La granja de perlas (Pärlfarms) (2019)

### Cuentos
- "Vedtjuven" (1999), serie Annika Bengtzon

### No ficción
- Härifrån till jämställdheten (1998), con Lotta Snickare, feminismo
- Det finns en särskild plats i helvetet för kvinnor som inte hjälper varandra (2005), con Lotta Snickare, feminismo

## Adaptaciones
- Deadline (2001), película dirigida por Colin Nutley, basada en la novela Dinamita
- Paradise (2003), película dirigida por Colin Nutley, basada en la novela Paraíso
- Annika Bengzton: El testamento del Nobel (2012), película dirigida por Peter Flinth, basada en la novela Nobels testamente
- Prime Time (2012), película dirigida por Agneta Fagerström-Olsson, basada en la novela Prime Time
- Studio Sex (2012), película dirigida por Agneta Fagerström-Olsson, basada en la novela Studio sex
- Den röda vargen (2012), película dirigida por Agneta Fagerström-Olsson, basada en la novela Den röda vargen
- Livstid (2012), película dirigida por Ulf Kvensler, basada en la novela Livstid
- En plats i solen (2012), película dirigida por Peter Flinth, basada en la novela En plats i solen
- The Postcard Killings (2020), película dirigida por Danis Tanović, basada en la novela The Postcard Killers